# العلاقات الإيرانية الدومينيكانية
العلاقات الإيرانية الدومينيكانية هي العلاقات الثنائية التي تجمع بين إيران وجمهورية الدومينيكان.

## مقارنة بين البلدين
هذه مقارنة عامة ومرجعية للدولتين:
| وجه المقارنة                                              | إيران                    | جمهورية الدومينيكان |
| --------------------------------------------------------- | ------------------------ | ------------------- |
| المساحة (كم2)                                             | 1.65 مليون               | 48.67 ألف           |
| عدد السكان (نسمة)                                         | 79.97 مليون              | 10.40 مليون         |
| الكثافة السكانية (ن./كم²)                                 | 48.47                    | 213.68              |
| العاصمة                                                   | طهران                    | سانتو دومينغو       |
| اللغة الرسمية                                             | لغة فارسية               | اللغة الإسبانية     |
| العملة                                                    | ريال إيراني              | بيزو دومنيكاني      |
| الناتج المحلي الإجمالي (بليون دولار)                      | 439.51 مليار             | 75.93 مليار         |
| الناتج المحلي الإجمالي (تعادل القوة الشرائية) بليون دولار | 1.36 تريليون             | 149.89 مليار        |
| الناتج المحلي الإجمالي الاسمي للفرد دولار أمريكي          |                          | 6.47 ألف            |
| الناتج المحلي الإجمالي للفرد دولار أمريكي                 |                          | 13.26 ألف           |
| مؤشر التنمية البشرية                                      | 0.766                    | 0.715               |
| رمز المكالمات الدولي                                      | +98                      | +1809، +1829، +1849 |
| رمز الإنترنت                                              | .ir،                     | .do                 |
| المنطقة الزمنية                                           | ت ع م+03:30، توقيت إيران | 00                  |

## منظمات دولية مشتركة
يشترك البلدان في عضوية مجموعة من المنظمات الدولية، منها:
| علم المنظمة | اسم المنظمة                        | تاريخ انضمام إيران | تاريخ انضمام جمهورية الدومينيكان |
| ----------- | ---------------------------------- | ------------------ | -------------------------------- |
|             | المنظمة الهيدروغرافية الدولية      | ?                  | ?                                |
|             | الاتحاد البريدي العالمي            | ?                  | ?                                |
|             | يونسكو                             | 6 سبتمبر 1948      | 4 نوفمبر 1946                    |
|             | البنك الدولي للإنشاء والتعمير      | 29 ديسمبر 1945     | 18 سبتمبر 1961                   |
|             | وكالة ضمان الاستثمار متعدد الأطراف | 15 ديسمبر 2003     | 7 مارس 1997                      |
|             | منظمة الشرطة الجنائية الدولية      | ?                  | ?                                |
|             | مؤسسة التمويل الدولية              | 28 ديسمبر 1956     | 31 أكتوبر 1961                   |
|             | الأمم المتحدة                      | 24 أكتوبر 1945     | 24 أكتوبر 1945                   |
|             | مؤسسة التنمية الدولية              | 10 أكتوبر 1960     | 16 نوفمبر 1962                   |
|             | منظمة حظر الأسلحة الكيميائية       | ?                  | ?                                |

## وصلات خارجية
- موقع وزارة الخارجية الإيرانية